# Vorstendom Benevento
Het vorstendom Benevento bestond van 571 tot 1077 in Zuid-Italië. Het behoorde oorspronkelijk tot het Longobardische Rijk, maar kon steeds zelfstandiger worden van de koning, die in Noord-Italië verbleef en zijn gezag in het zuiden verloor. Nadat het rijk van de Longobarden door Karel de Grote werd veroverd in 774, moest ook de hertog van Benevento hem als soeverein erkennen. Niet lang daarna kon het hertogdom feitelijk zelfstandig optreden, daar de Franken hun macht niet blijvend konden handhaven.
Benevento omvatte in de 8e eeuw bijna geheel Zuid-Italië. De 9e eeuw werd gekenmerkt door verbrokkeling: de vorstendommen Salerno en Capua scheurden zich los. De volgende eeuw slonk het Beneventijnse hertogdom nog verder. De Normandiërs, die in de eerste helft van de 11e eeuw een vorstenhuis hadden gevestigd op Sicilië, zouden uiteindelijk zo machtig worden op de Italische zuidkust, dat de Longobarden van Benevento de pausen om bescherming vroegen in 1051. In 1077 kwam Benevento volledig in handen van de paus.

## Ontstaan van het hertogdom
De omstandigheden van het ontstaan van het hertogdom worden betwist. Volgens sommige geleerden, waren er al Longobarden in Zuid-Italië aanwezig ruim voor de volledige verovering van de Povlakte: het hertogdom zou volgens deze zienswijze in 571 zijn gesticht. Volgens anderen zouden de Longobarden pas tegen 590 Zuid-Italië zijn binnengevallen. Hoe het ook zij, de eerste hertog was Zotto, een leider van een groep soldaten, die langs de kust van Campania naar het zuiden trok. Hoewel hij eerst onafhankelijk was, moest Zotto zich uiteindelijk toch onderwerpen aan het koninklijk gezag in het noorden. Zijn opvolger was zijn neef Arechis I.
De Lombardische hertogdommen maakten weliswaar deel uit van het Lombardische koninkrijk, maar zij waren in wezen onafhankelijk. Dit ondanks hun gemeenschappelijke wortels en taal, een bijna identiek rechtssysteem en religie en in weerwil van de gewoonte van de hertogen van Benevento een vrouw uit de koninklijke familie te huwen. Een strook grondgebied dat trouw verschuldigd was aan Rome of aan Ravenna scheidde het gebied van de hertogen van Benevento van dat van de koningen in Pavia. Culturele autonomie volgde natuurlijk: een onderscheidend liturgisch gezangen, het Beneventijns gezang, ontwikkelde zich in de kerk van Benevento: pas in de 11e eeuw werd dit overal vervangen door gregoriaans gezang. Er werd ook een uniek Beneventaanse minuskel ontwikkeld voor het schrijven van het Latijn. De 8e-eeuwse schrijver Paulus Diaconus arriveerde in Benevento in het gevolg van een prinses uit Pavia, de bruid voor de hertog. Nadat hij zijn intrek had genomen in het belangrijkste van de Beneventijnse kloosters, Monte Cassino, schreef hij eerst een geschiedenis van Rome en daarna een geschiedenis van de Longobarden, dat de belangrijkste bron voor de geschiedenis van het hertogdom van Benevento tot zijn tijd is.

## Uitbreiding
Onder Zotto’s opvolgers werd het hertogdom uitgebreid ten opzichte van de Byzantijnse Rijk. Arechis, zelf afkomstig uit het hertogdom van Friuli, veroverde Capua en Crotone, plunderde het Byzantijnse Amalfi, maar was niet in staat om Napels in te nemen. Na zijn bewind bezaten de Byzantijnen in Zuid-Italië nog slechts Napels, Amalfi, Gaeta, Sorrento, Calabria en de maritieme steden van Apulië (Bari , Brindisi, Otranto, etc.). In 662 ging hertog Grimoald I (hertog sinds 647), naar het noorden om koning Godepert tegen zijn broer, de co-koning Perctarit te helpen. In plaats daarvan doodde hij echter beide koningen en veroverde Pavia. Als koning van de Lombarden probeerde hij het arianisme te herstellen. Dit als reactie tegenover het door wijlen koning Aripert I ingevoerde katholicisme.
Het arianisme was echter ook in zijn eigen hertogdom aan de verliezende hand. Geleidelijk aan verdween ook het scherpe onderscheid tussen de etnische Lombardisch minderheid en de Latijns-en Grieks-sprekende bevolking. In 663 werd de stad Benevento zelf belegerd door de Byzantijnen tijdens de mislukte poging van keizer Constans II, die zich in Taranto ontscheepte, om de Byzantijnse macht in Zuid-Italië te herstellen. Hertog Romuald I verdedigde de stad dapper, waarna de keizer, ook uit vrees voor de komst van een leger van de vader van Romuald, koning Grimoald, zich terug trok op Napels. Romuald wist echter een deel van het Romeinse leger bij Forino, tussen Avellino en Salerno te onderscheppen en te vernietigen. Een vrede tussen het hertogdom en het Oostelijk Romeinse Rijk werd in 680 ondertekend.

## Achtste eeuw
In de volgende decennia wist Benevento nog enige gebieden op de Byzantijnen te veroveren, maar de voornaamste vijand van het hertogdom was nu het noordelijke Lombardische koninkrijk zelf. Koning Liutprand kwam meerdere malen tussenbeide om zijn eigen kandidaat op de hertogelijke troon te zetten. Zijn opvolger Ratchis riep het hertogdom Spoleto en het hertogdom Benevento tot buitenland uit, opdat het zo verboden werd om zonder koninklijke toestemming te reizen. In 774 werd het (noordelijke deel van) het Longobardische Rijk veroverd door Karel de Grote en werd het koninkrijk Italië. Benevento werd niet veroverd en bleef relatief onafhankelijk. Niet lang daarna kon het hertogdom feitelijk zelfstandig optreden, daar de Franken hun macht niet blijvend konden handhaven. Vanaf 774 werd de hertog van Benevento ook wel als "prins" aangeduid. Arechis II was in die zin de laatste hertog en de eerste prins van Benevento.
Benevento omvatte in de 8e eeuw bijna geheel Zuid-Italië.

## Negende eeuw: hoogtepunt en verbrokkeling
Vanaf het begin 9e eeuw werd het hertogdom Benevento voortdurend belaagd door de pausen, Byzantijnen, Normandiërs en Duitse keizers.
In negende eeuw bereikte het hertogdom Benevento zijn hoogtepunt, ondanks de blijvende vijandigheid van de Frankische keizers. Onder hertog Sicard kan Benevento tribuut opleggen aan het hertogdom Napels en de republiek Amalfi veroveren.
Na de moord van Sicard brak er een burgeroorlog uit. Koning Lodewijk II van Italië splitste de Mezzogiorno, Siconulf werd vorst van het Vorstendom Salerno,  terwijl Radelchis I prins werd in het Vorstendom Benevento. Ook het Vorstendom Capua ontstond tijdens deze burgeroorlog. Na de gevangenneming van koning Lodewijk II van Italië in 871 door Adelchis verloor Benevento de steun van de Franken. De Byzantijnen profiteerden van de situatie en in 892 werd het thema Longobardia opgericht.

## Tiende en elfde eeuw: neergang
In de tiende eeuw slonk het Beneventijnse hertogdom nog verder. De Normandiërs, die in de eerste helft van de 11e eeuw een vorstenhuis hadden gevestigd op Sicilië, zouden uiteindelijk zo machtig worden op de Italische zuidkust, dat de Longobarden van Benevento de pausen om bescherming vroegen in 1051. Ten slotte erkende de hertog in 1074 de paus als leenheer. Drie jaar later stierf het Beneventijnse vorstenhuis uit met prins Landulf VI. Het land, waarvan niet veel meer over was dan de directe omgeving van de stad Benevento, kwam in handen van de paus.